# Rudolf Frommer

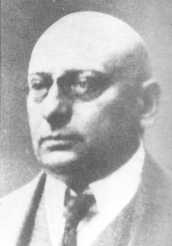
Rudolf Frommer

Rudolf Frommer (ur. 4 sierpnia 1868 w Peszcie, zm. 1 września 1936 w Budapeszcie) – węgierski inżynier, konstruktor broni strzeleckiej.
Po ukończeniu studiów wyższych na politechnice w 1896 Rudolf Frommer zatrudnił się w budapeszteńskiej fabryce Fémárú Fegyver és Gépgyar (FÉG), produkującej broń strzelecką. Pracował w biurze konstrukcyjnym tych zakładów, zajmując się konstruowaniem pistoletów samopowtarzalnych i  karabinów maszynowych.
W 1901 został opatentowany pierwszy pistolet Frommera, ale z powodu zbyt skomplikowanej budowy nigdy nie uruchomiono jego produkcji. Pistolet Frommer M1901 działał na zasadzie długiego odrzutu lufy, stosowanej przez tego konstruktora we wszystkich zaprojektowanych wzorach broni. W następnych latach powstały kolejne prototypowe konstrukcje pistoletów Frommera: M1903, M1906 i wreszcie produkowany seryjnie M1910. W 1906 Frommer został szefem biura konstrukcyjnego zakładów FÉG. W tym czasie współpracował z austriackimi konstruktorami Karlem Krnką i Georgiem Rothem. Około 1910 powstał wstępny projekt ręcznego karabinu maszynowego Frommera. Projekt ten stał się podstawą do skonstruowania we Francji rkm-u Chauchat. W 1912 Frommer opatentował dwa nowe pistolety: Stop i Baby, których produkcję rozpoczęto w 1914.
Rudolf Frommer odszedł z zakładów FÉG w 1935 po 39 latach pracy. W tym czasie uzyskał ponad 100 patentów.